# پاسخ گودی
پاسخ گودی(به انگلیسی: Gowdy solution) که به نام جهانهای گودی نیز شناخته می شود، یک سری از پاسخهای کامل معادلات میدان اینشتین در نسبیت عام هستند که مدلهای ساده ای از جهانی در حال انبساط هستند که با الگویی منظم از امواج گرانشی پر شده اند.